# Збіжжя

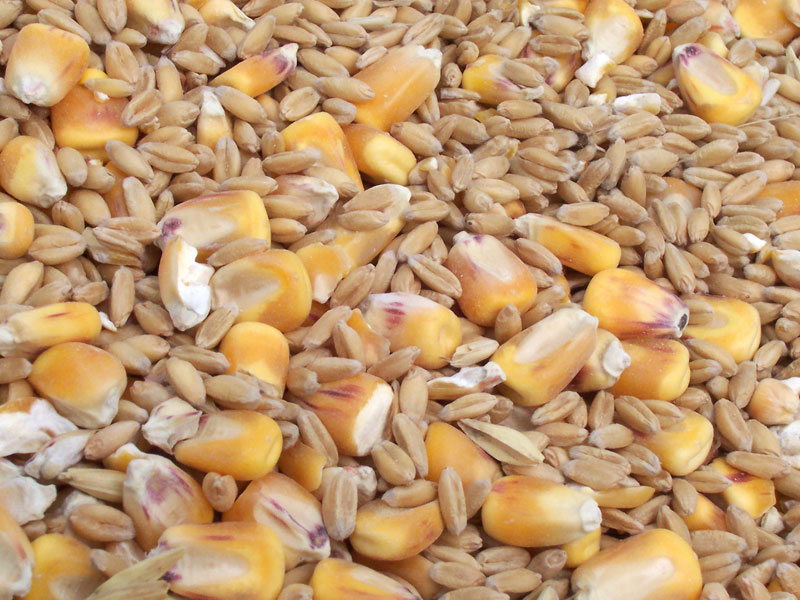
Зерно

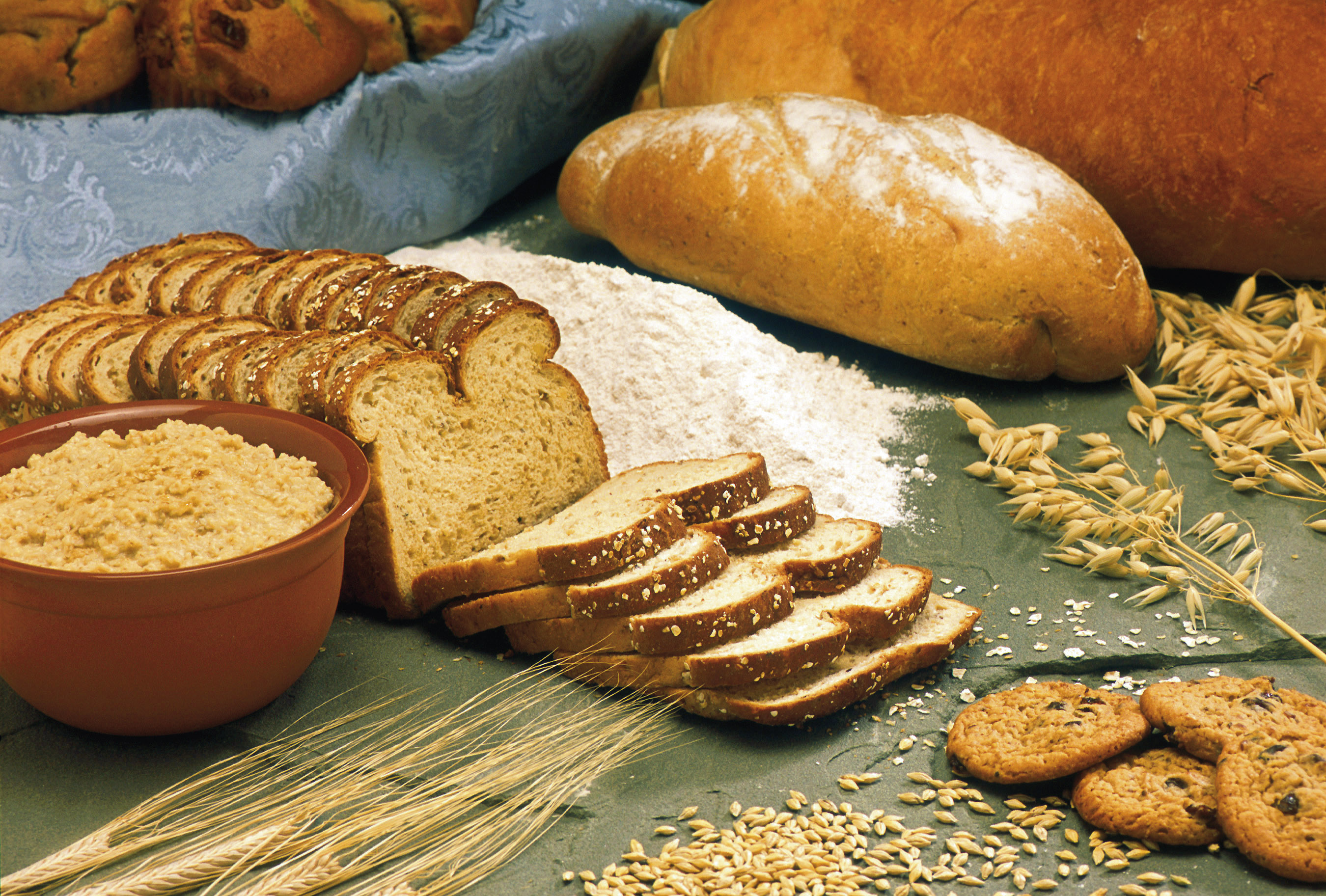
Овес, ячмінь і деякі продукти з них

Збі́жжя (від прасл. *sъbožьje — «щастя», «багатство»), пашня́ — рослини та зерно хлібних злаків; група рослин, зокрема родини злаків, гречкових і амарантових, які вирощують для отримання зерна, що використовують для їжі. До числа хлібних зернових культур входять круп'яні культури. Злаки — це будь-яка трава, яка культивується заради їстівних компонентів зерна, що складається з ендосперму, зародків і висівок. 
Збіжжеві рослини, збіжжя, найважливіша група культурних рослин, насіння — зерно яких становить один з основних продуктів харчування людини (хліб, крупи), концентрований харч для сільськогосподарських тварин (також солома і полова) і сировину для харчової та ін. промисловості. Зерно злакових культур має 9–17% білка, 56–71% вуглеводнів у вигляді крохмалю, 1,6–4,5% жирів. В Україні вирощують з озимих такі зернові культури: жито і озиму пшеницю, з ярих — кукурудзу, ячмінь, овес, яру пшеницю, просо й гречку; окрему групу становлять зернові бобові культури.

## Хлібні злаки. Список хлібних зернових культур
- Пшениця
- Рис
- Жито
- Овес
- Ячмінь
- Кукурудза
- Просо
- Могар
- Чумиза
- Пайза
- Дагуса
- Сорго
- Гречка
- Амарант

### Псевдо-зернові культури, схожі з хлібними
- Кінва родини Амарантові (вона ж: кіноа, квіноа, квіноя, лобода кіно, рисова лобода, чилійська дика гречка).
- Родина гречкових.

## Інші значення
- У розмовній мові слово збіжжя може використовуватися у значенні «майно, хатні або особисті речі, пожитки».[1]